# Pallisentis colisai
Pallisentis colisai är en hakmaskart som beskrevs av Anurup Kumar Sarkar 1956. Pallisentis colisai ingår i släktet Pallisentis och familjen Quadrigyridae. Inga underarter finns listade i Catalogue of Life.